# 三國一朗の土曜ワイドラジオTokyo
『三國一朗の土曜ワイドラジオTokyo』（みくにいちろうのどようワイドラジオトーキョー）は、1975年4月5日から1978年3月25日までTBSラジオで放送されていたワイド番組である。放送時間は毎週土曜 9:05 - 17:00 （日本標準時）。

## 概要
TBSラジオ土曜の生ワイド『土曜ワイドラジオTOKYO』シリーズの第2弾。8時間近くに及ぶ長時間生ワイドで、午前と午後の2部構成となっていた。

## サブタイトル[要説明]
永六輔時代のスタイルを踏襲して、12:00で区切る2部構成とし、サブタイトルもそのまま引き継いだ。
- 『おはようからこんにちは』（第1部）
- 『人間ばんざい』（第2部）

## 出演者
- 三國一朗
- 遠藤泰子 - 1976年3月まで出演。
- 岩崎直子（当時TBSアナウンサー） - 1976年4月から出演。
- 毒蝮三太夫
- 久米宏（当時TBSアナウンサー）
- 小島一慶（当時TBSアナウンサー） - 12:00からの出演者。
- 生島ヒロシ（当時TBSアナウンサー）
- 古今亭志ん駒

## コーナー
- 秋山ちえ子の談話室（10:00）
- 東食ミュージックプレゼント（10:30）
- 東京の街 ここはどこでしょう（11:05）
- 永六輔の誰かとどこかで（11:50）
- ジャスト3時カルピスデート（15:00）
- ラブリーミュージック（15:25）
- 蝮のおつかれさん（15:55）
- ドンドンパンパン（16:00 - 、前期）
- こんにちはスバルです（16:00 - 、後期）
- きょうのまとめとフラッシュインタビュー（16:45 - 、後期）
- ごくまれに、プロ野球デーゲーム中継や、高校野球中継（春はMBSラジオ、夏はABCラジオからのネット）をフロート番組の形で特集したこともある。

## 番組テーマ曲
- アメリカンメロディ（ジョン・スコットオーケストラ）

| TBSラジオ 土曜ワイドラジオTOKYOシリーズ                         | TBSラジオ 土曜ワイドラジオTOKYOシリーズ                           | TBSラジオ 土曜ワイドラジオTOKYOシリーズ                        |
| 前番組                                                          | 番組名                                                            | 次番組                                                         |
| --------------------------------------------------------------- | ----------------------------------------------------------------- | -------------------------------------------------------------- |
| 永六輔の土曜ワイドラジオTokyo （1970年5月16日 - 1975年3月29日） | 三國一朗の土曜ワイドラジオTokyo （1975年3月29日 - 1978年3月25日） | 久米宏の土曜ワイドラジオTOKYO （1978年4月8日 - 1985年3月30日） |